# Antonio Cazorla
Antonio Cazorla Reche (Granada, España, 14 de diciembre de 1965), más conocido como Toni Cazorla, es un entrenador de fútbol español. Actualmente está sin club.

## Trayectoria
Cazorla inició su carrera como entrenador al frente de las divisiones inferiores del R.C.D. Mallorca. Luego de dirigir al equipo "B", acompañó a Juan Ramón López Caro en su etapa por el Levante y en julio de 2007 asumió al frente del Atlético Baleares. Tras una buena temporada, extendió su vínculo con el club español en junio de 2008, aunque sería destituido en el mes de noviembre después de un flojo comienzo en la campaña.
En 2011, decidió comenzar su periplo por el extranjero siendo asistente técnico de los equipos árabes Ittihad Alex y Al-Shoulla. Durante los años posteriores, Cazorla continuaría como segundo entrenador de clubes saudíes como Al-Fateh, Al-Ettifaq, Al-Ain y Al-Raed. También, acompañaría a Juan José Maqueda en su etapa por el Mogreb Tetuán y a Hossam Hassan en Al-Masry.
El 26 de febrero de 2023, fue designado como entrenador del Al-Ettifaq. Luego de dirigir 17 encuentros, fue relevado de sus funciones al final de la temporada y reemplazado en su cargo por Steven Gerrard.
En mayo de 2025, asumió al frente del Al-Orobah con la misión de salvar al club del descenso. Luego de que se consumara el descenso a la Liga de Yello, fue reemplazado en su cargo por Slavche Vojneski el 3 de agosto.

## Clubes

### Como entrenador
| Club                | País           | Año       |
| ------------------- | -------------- | --------- |
| R.C.D. Mallorca "B" | España         | 2003-2005 |
| Atlético Baleares   | España         | 2007-2008 |
| Al-Ettifaq          | Arabia Saudita | 2023      |
| Al-Orobah           | Arabia Saudita | 2025      |